# Milán-San Remo 1937
La Milán-San Remo 1937 fue la 30.ª edición de la Milán-San Remo. La carrera se disputó el 19 de marzo de 1937. El vencedor final el italiano Cesare del Cancia, que se impuso en solitario en la meta de San Remo.

## Clasificación final
| Posición | Ciclista           | Equipo | Tiempo     |
| -------- | ------------------ | ------ | ---------- |
| 1        | Cesare del Cancia  | -      | 7h 31' 30" |
| 2        | Pierino Favalli    | -      | + 2' 20"   |
| 3        | Marco Cimatti      | -      | + 2' 50"   |
| 4        | Attilio Masarati   | -      | m. t.      |
| 5        | Olimpio Bizzi      | -      | m. t.      |
| 6        | Osvaldo Bailo      | -      | m. t.      |
| 7        | Giovanni Cazzulani | -      | m. t.      |
| 8        | Luigi Macchi       | -      | m. t.      |
| 9        | Elio Bavutti       | -      | m. t.      |
| 10       | Giotto Cinelli     | -      | m. t.      |